# Die Wachstropfen
Die Wachstropfen (Originaltitel: Les Larmes de bugie) ist eine Erzählung von Georges Simenon, die in einem abgelegenen Dorf im Wald von Orléans spielt. Das zur Reihe der Maigret-Romane und -Erzählungen gehörende Werk entstand 1936 in Neuilly-sur-Seine und erschien 1944 in dem Band Les nouvelles enquêtes de Maigret bei Éditions Gallimard. In deutscher Übersetzung erschien die Erzählung erstmals 1976 unter dem Titel Die Wachstropfen in der Übersetzung von Hansjürgen Wille und Barbara Klau, in der Neuübersetzung von Gudrun Zett 1989 bei Diogenes in dem Band Maigret und der hartnäckigste Gast der Welt.

## Handlung

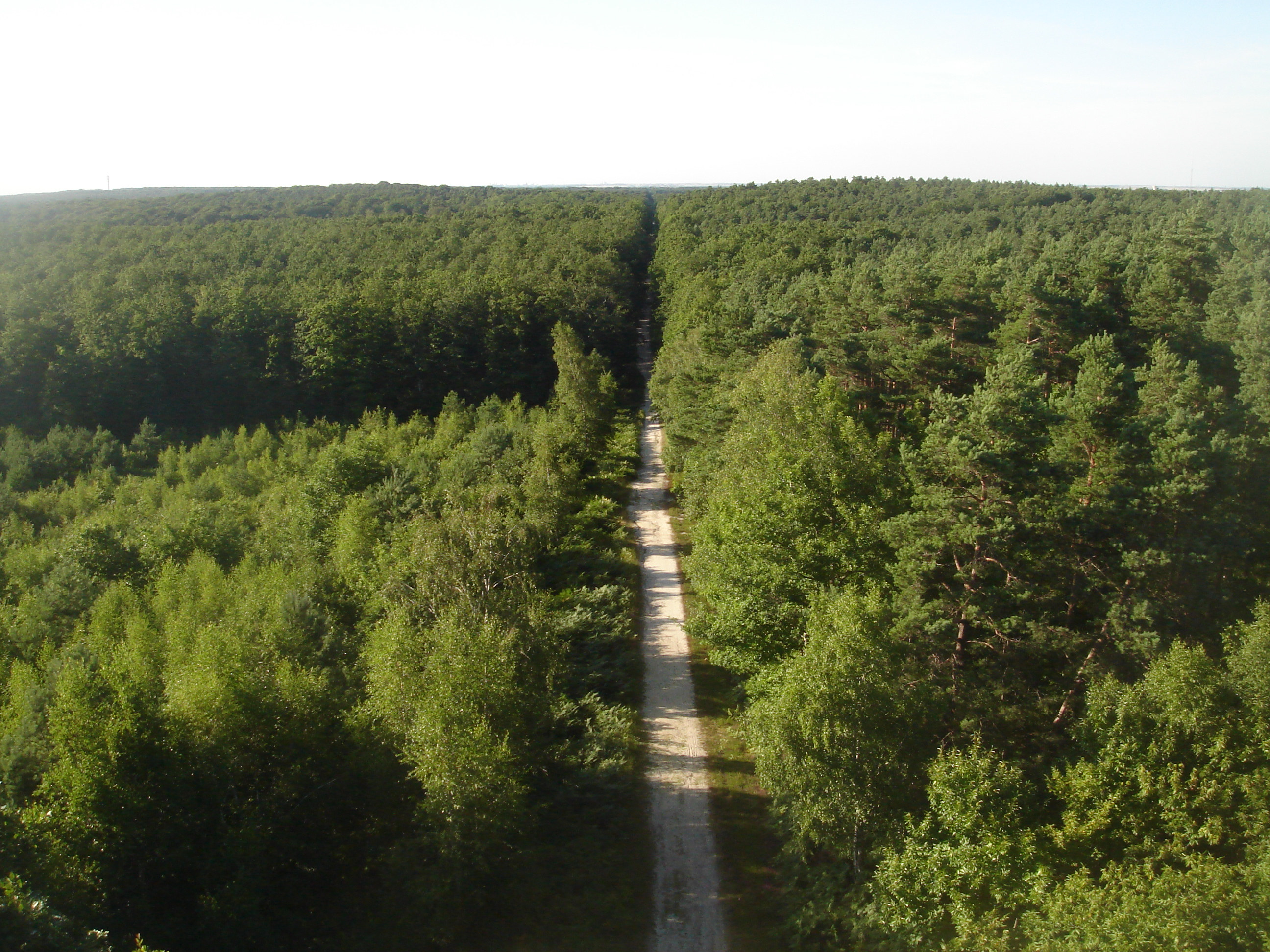
Der Wald von Orleans

Kommissar Maigret wird in die Provinz südlich von Paris beordert; hierzu muss er mit dem Zug bis Vitry-aux-Loges fahren, ein Ort im Zentrum des Waldgebietes Forêt d’Orléans. Von dort wird er von einem ortsansässigen Metzger in ein kleines Dorf im Wald von Orléans mitgenommen. Das Leben dort erinnert Maigret an den Alltag seiner Kindheit auf dem Lande; so ist das entlegene Dorf noch nicht an das Stromnetz angeschlossen. Die alten Schwestern Potin, die das Haus ihrer Eltern bewohnen, wo sie einen kleinen Laden betreiben, gelten als wohlhabend, aber auch sehr geizig. Die jüngere Schwester Marguérite ist ermordet worden, die ältere Amélie mit elf Stichen an der Schulter verletzt und seitdem verstummt. Kurz nach Beginn der Ermittlungen hat die Polizei von Orléans den Sohn der Ermordeten, Marcel, einen heruntergekommenen Holzfäller verhaftet. Der bestreitet vehement die Tat und gibt an, am Abend mit seiner Mutter die Buchhaltung erledigt zu haben und dann gegangen zu sein. Als weiterer Verdächtiger wird Yarko genannt, den alle „Jugo“ nennen, ein Jugoslawe, der nach Kriegsende in der Gegend geblieben war und als Holzkutscher arbeitet. Er gilt als Trunkenbold, ist bei den Schwestern verschuldet und bewohnt in ihrem Hof einen alten Stall, in dem auch seine Pferde stehen. 
Das Tatwerkzeug, ein Messer, findet man im Kamin; die Fingerabdrücke unbrauchbar. Doch Maigret wundert sich, warum Marcel das Messer in den Kamin geworfen haben soll, ohne sich um die anderen Fingerabdrücke von ihm, auf den Möbeln und der Dokumentenmappe zu kümmern? Warum hat er die Kerze, falls er sie benutzt hat, ins Zimmer zurückgetragen und gelöscht, und warum ging er vorne heraus, auf die Gefahr hin, erkannt zu werden? Für Maigret ist Marcel nicht der Täter; seine Vermutungen richten sich vielmehr auf die verstummte Schwester der Toten. Maigret ahnt, dass in Amélie sich jahrelanger Hass auf ihre Schwester angestaunt hat, Hass auch auf ihren Neffen Marcel, der sich immer schamlos bediente und wusste, wo das Geld und die Wertpapiere versteckt sind. Maigret ist überzeugt, dass Amélie ihre Schwester getötet und sich die oberflächlichen Wunden selbst zugefügt hat. Damit man Marcel verdächtigt, musste das Geld verschwinden. Ein Wachstropfen auf einem der leeren Weinfässer gibt Maigret den entscheidenden Hinweis auf das Geldversteck. Amélie hatte die Papiere durch das Spundloch geschoben.

## Ausgaben
Simenon schrieb die Erzählung im Oktober 1936 in Neuilly-sur-Seine; sie erschien als Vorveröffentlichung am  22. November 1936 in der Zeitung Paris-Soir-Dimanche, in Buchform im Erzählungenband Les Nouvelles Enquêtes de Maigret, der 1944 bei Gallimard erschien.
Ferner wurde sie in die Simenon-Werkausgabe Œuvres complètes (Lausanne, Editions Rencontre, 1967–1973), in  Tout Simenon (Paris, Presses de la Cité, 1988–1993) und in Tout Simenon (Paris, Omnibus, 2002–2004) aufgenommen. In deutscher Übersetzung liegt sie in dem bei Diogenes 2009 erschienenen Sammelband Sämtliche Maigret-Geschichten (ISBN 978-3-257-06682-1) vor.